# サムバディ
『サムバディ』（Somebody、썸바디）はネットフリックスで2022年11月18日から世界同時配信の大韓民国のスリラードラマ。

## あらすじ
出会い系アプリを開発したソフトウェア開発者のソムと友人達は、そのアプリをめぐる殺人や犯罪、そしてすぐそばに現れた謎めいた男ユノの存在に翻弄されていく。

## 登場人物
- キム・ヨングァン ：ソン・ユノ役（建築デザイナー）
- カン・ヘリム ：キム・ソム役（プログラマー）
- キム・ヨンジ: イム・モクウォン役（巫女）
- キム・スヨン : ヨン・ギウン役（警察官）
- チェ・ユハ : サマンサ役（スペクトラム代表）
- チェ・サンヒョク : ウチョル役（スペクトラム社員）
- イ・ナラ : フォクシー役（アプリで出会う相手）
- ホン・ゴンジュ : カン・ジウン役（食堂店主）

## スタッフ

### 監督
- チョン・ジウ ：（映画「斜路」(監督脚本)、映画「ハッピーエンド」(監督脚本)、映画「親知らず」(監督脚本)、映画《五つの視線-リュックサックを背負った少年-》(監督)、映画《モダンボーイ》(監督脚本)、映画「ウンギョ青い密」(監督脚本)、映画「 4等」(監督脚本)、映画「沈黙、愛」(監督脚本)、映画「ユ・ヨルの音楽アルバム」(監督)など

### 脚本（共同執筆）
- チョン・ジウ ：（映画「斜路」(監督脚本)、映画「ハッピーエンド」(監督脚本)、映画「親知らず」(監督脚本)、映画《五つの視線-リュックサックを背負った少年-》(監督)、映画《モダンボーイ》(監督脚本)、映画「ウンギョ青い密」(監督脚本)、映画「 4等」(監督脚本)、映画「沈黙、愛」(監督脚本)、映画「ユ・ヨルの音楽アルバム」(監督)など
- ハン・ジワン ：（SBSドラマスペシャル《ウォンテッド-彼らの願い-》(執筆)、KBS2水木ミニシリーズ《私だけに見える探偵》(執筆)、tvN水木ミニシリーズ《殺人者の買い物リスト》(執筆)など